# Särkijärvi (sjö i Nyslott, Södra Savolax, 61,81 N, 29,05 Ö)
Särkijärvi är en sjö i kommunen Nyslott i landskapet Södra Savolax i Finland. Arean är 37 hektar och strandlinjen är 3,33 kilometer lång. Sjön  ingår i Vuoksens huvudavrinningsområde.   Den ligger omkring 94 kilometer öster om S:t Michel och omkring 290 kilometer nordöst om Helsingfors. 